# Dąbrówka (Gomulin-Kolonia)
Dąbrówka – część wsi Gomulin-Kolonia w Polsce położona w województwie łódzkim, w powiecie piotrkowskim, w gminie Wola Krzysztoporska.
Do 31 grudnia 2012 wieś.
W latach 1975–1998 Dąbrówka należała administracyjnie do województwa piotrkowskiego.